# Батман: Маскираният кръстоносец
„Батман: Маскираният кръстоносец“ (на английски: Batman: Caped Crusader) е американски анимационен сериал с участието на един от най-известните супергерои на ДиСи Комикс – Батман. Действието ще се развива в ранните години на Батман и според изпълнителния продуцент Брус Тим този път той ще може да реализира оригиналната визия, която е имал за „Батман: Анимационният сериал“, без да му бъдат налагани ограничения от телевизията както през 90-те. Първоначално премиерата му е насрочена за 2022 г. по HBO Max, но през август 2022 г. става ясно, че HBO Max се отказва от сериала. Въпреки това работата по него продължава и се търси друга компания, която да купи правата за излъчване. През март 2023 г. е обявено, че Amazon е купила правата за два сезона. На 9 май 2024 г. става ясно, че премиерата му ще бъде на 1 август 2024 г. по Amazon Prime Video. На 20 юни е разкрит озвучаващият състав, сред който е Хеймиш Линклейтър в ролята на Батман.